# Chorebus limnicola
Chorebus limnicola är en stekelart som först beskrevs av Christian Gottfried Daniel Nees von Esenbeck 1812.  Chorebus limnicola ingår i släktet Chorebus och familjen bracksteklar. Inga underarter finns listade i Catalogue of Life.